# Генуезький порт
44°24′10″ пн. ш. 8°55′00″ сх. д. / 44.40278° пн. ш. 8.91667° сх. д.

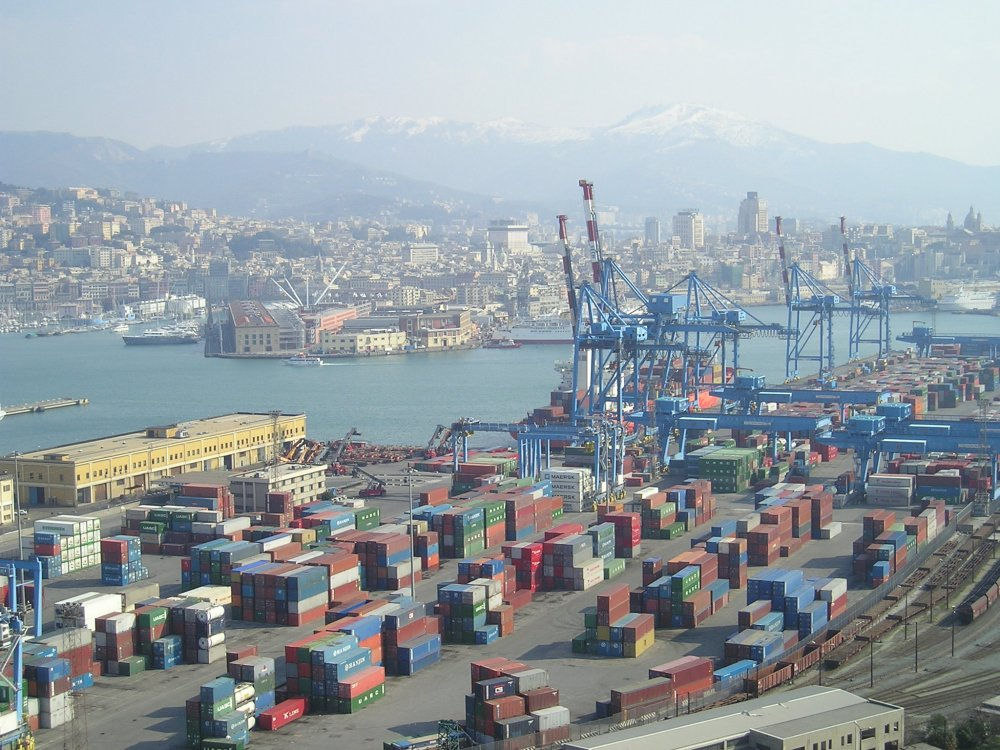
Один з контейнерних терміналів порту та місто Генуя на задньому плані

Генуезький порт — середземноморський порт міста Генуя на Лігурійському морі. 
При торговому обсязі у 58,6 мільйонів тонн генуезький порт посідає перше місце за цим показником в Італії та друге за двадцятифутовим еквівалентом після порту Джоя-Тауро, з торговим обсягом у 1 860 000 ДФЕ.

## Особливості структури

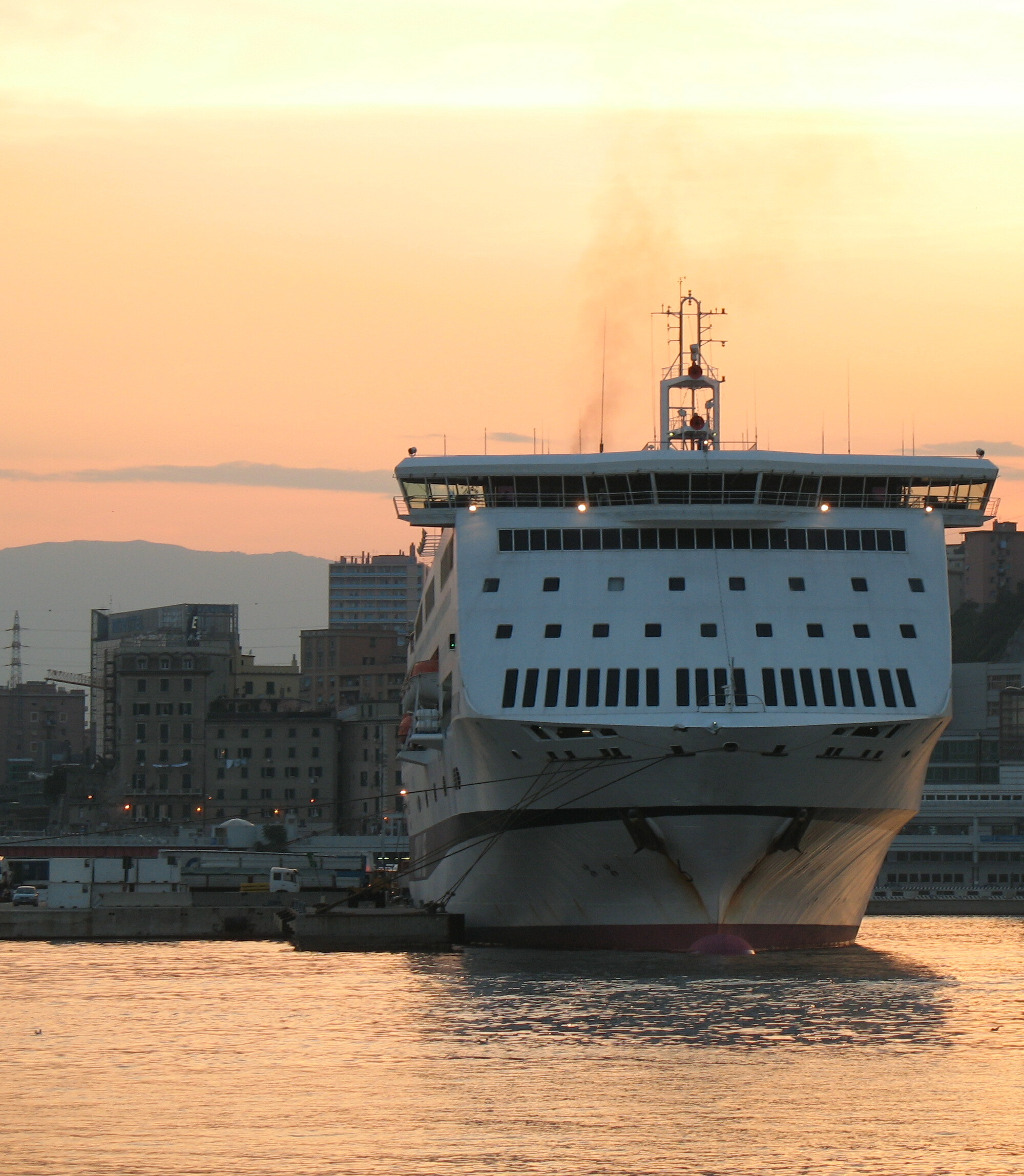
Поромний термінал

Генуезький порт займає площу в 500 гектарів на землі та стільки ж на воді, він розтягується на 20 км вздовж узбережжя, з 47 кілометрами морського шляху і 30 кілометрами діючих причалів.
Чотири найважливіших входу в порт: 
- Східних вхід — забезпечує доступ до старого порту, до верфів, і до терміналів «Sampierdarena».
- Західний (Корнільяно) вхід — використовується головним чином кораблями, що працюють на причалах «ILVA».
- Вхід «Multedo» — для судів, що працюють на нафтових терміналах і для верфях «Fincantieri».
- Вхід «Voltri» — на західному кінці порту, для судів, що працюють на «Voltri Terminal Europe».

## Пасажирські термінали
Причали пасажирських терміналів займають площу в 250 000 м², з 5 причалами для круїзних суден і 13 для поромів. Щорічна пропускна здатність: 4 000 000 поромних пасажирів, 1.5 мільйони автомобілів і 250 000 вантажівок.
Історична морська станція «Ponte dei Mille» сьогодні є сучасно обладнаним круїзним терміналом, що надає послуги рявня найсучасніших аеропортів світу. Для забезпечення швидкої посадки та висадки тисяч пасажирів на суднах останнього покоління. 
Третій круїзний термінал останнім часом знаходиться в стадії будівництва. Він розташовується в області Понте Пароді. Раніше він використовувався для перевезень зерна. 

## Маяки
Всього в порту два маяки: історичний маяк Ла Лантерна, 76 метрів у висоту та маленький маяк «Пунто Ваньо», на східному вході в порт.

## Пристані

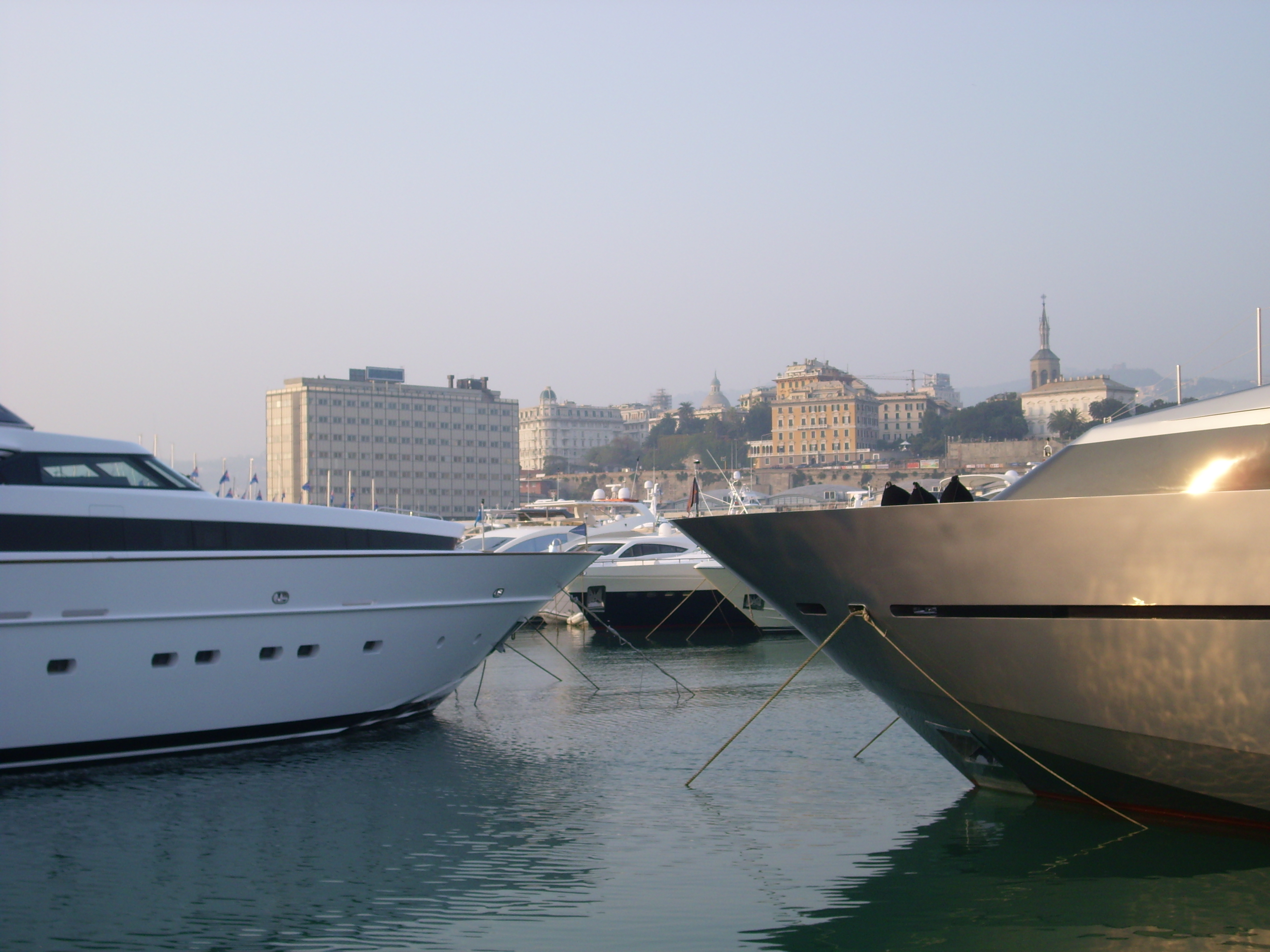
Пристань виставкового центру, міжнародний показ яхт

Крім товарних та пасажирських терміналів, Верфів, та інших індустріальних та вантажних об'єктів, в порту є також кілька пристаней для яхт, де пришвартовано багато яхт і човнів.
- Пристань виставкового центру (305 місць).
- Пристань «Duca degli Abruzzi», Yacht Club Italiano (350 місць)
- Пристань «Molo Vecchio», в області старої гавані (160 місць для яхт до 150 метрів)
- Пристань «Porto antico» (280 місць для яхт до 60 метрів)
- Пристань «Genova Aeroporto» (500 місць, з послугами для суперяхт)